# Pietro Parolin
Pour les articles homonymes, voir Parolin.
Pietro Parolin (en italien : [ˈpjɛːtro paroˈlin], /ˈpjetro paroˈliŋ/ en vénitien), né le 17 janvier 1955 à Schiavon dans la province de Vicence en Vénétie, est un prélat catholique italien. 
Prêtre en 1980, il intègre les services diplomatiques du Saint-Siège en 1986. Il est successivement sous-secrétaire de la section pour les relations avec les États de la secrétairerie d'État et devient dès lors archevêque, puis nonce apostolique au Venezuela (en). 
Nommé en 2013 secrétaire d'État du Saint-Siège par le pape François nouvellement élu, il devient cardinal de l'Église catholique et le plus proche collaborateur du pape. Il préside le conclave de 2025, pour lequel il apparaît favori mais à l'issue duquel il n'est pas élu.

## Biographie
Pietro Parolin est né le 17 janvier 1955 à Schiavon, dans la province de Vicence. Il est le fils de Luigi Parolin (1921-1965), gérant d'une quincaillerie, qui meurt dans un accident d'automobile quand il a dix ans, et d'Ada Miotti (1928-2024), professeur d'école élémentaire, morte à l'âge de 96 ans. Il a une sœur, Maria Rosa, professeur à Vérone, et un frère cadet, Giovanni, magistrat,.
En 1969, à l'âge de quatorze ans, il commence ses études au séminaire diocésain de Vicence. Il est ordonné prêtre le 27 avril 1980 pour le diocèse de Vicence. Il devient ensuite vicaire à la paroisse de Schio, où il demeure durant deux ans.
En 1982, il suit des études en droit canon à l'université pontificale grégorienne. Il intègre, l'année suivante, l'Académie pontificale ecclésiastique qui forme les diplomates du Vatican.
Il rejoint le 1er juillet 1986 les services diplomatiques du Saint-Siège, ce qui le mène successivement au Nigeria (en) de 1986 à 1989 puis au Mexique (en) jusqu'en 1992. Il y est secrétaire de la délégation apostolique et artisan des négociations pour la reconnaissance officielle de l'Église catholique dans le pays et l'établissement de relations diplomatiques avec le Saint-Siège. Il réintègre ensuite les services des relations avec les États au Vatican. Il y est alors responsable des relations avec l'Espagne, Andorre, l'Italie et Saint-Marin.
Outre l'italien, il parle l'anglais, l'espagnol et le français.

### Sous-secrétaire pour les relations avec les États
Le 30 novembre 2002, il est nommé sous-secrétaire de la section pour les relations avec les États de la secrétairerie d'État.
Pietro Parolin est alors la cheville ouvrière des efforts du Saint-Siège pour obtenir l'approbation et la mise en œuvre du traité de non-prolifération nucléaire. Lors d'une allocution à Vienne, au siège de l'Agence internationale de l'énergie atomique le 18 septembre 2006, il indique que le traité constituait « la base pour poursuivre le désarmement nucléaire et un élément important pour le développement d'applications de l'énergie nucléaire à des fins pacifiques » et il ajoute « Ce traité constituant le seul instrument légal multilatéral disponible visant à favoriser un monde sans arme nucléaire, il ne doit pas être permis de l'affaiblir. L'humanité n'attend rien de moins que la pleine coopération de tous les États dans ce domaine crucial ».
En 2005, Parolin est fait chevalier grand-croix de l'ordre du Mérite de la République italienne.
Concernant les négociations internationales sur le programme nucléaire de l'Iran, il réaffirme « que les difficultés actuelles peuvent et doivent être surmontées par la voie diplomatique, en utilisant tous les moyens dont la diplomatie dispose » et il estime nécessaire d'« éliminer tous les éléments qui peuvent objectivement entraver la confiance mutuelle ».
Parolin représente ensuite le Saint-Siège dans plusieurs missions sensibles, notamment des voyages en Corée du Nord et au Viêt Nam ainsi qu'en 2007 à la conférence d'Annapolis sur le Moyen-Orient convoquée par l'administration Bush.
Comme ministre adjoint des Affaires étrangères du Saint-Siège, il traite de nombreux dossiers sensibles. Il est l'un des artisans de l'établissement des relations diplomatiques entre le Viêt Nam et le Saint-Siège, ainsi qu'avec d'autres pays communistes d'Asie (Chine, Corée du Nord). Il participe aussi aux discussions, toujours en cours[Quand ?], entre le Vatican et Israël. C'est également au début du pontificat de Benoît XVI que le contact direct est rétabli avec la Chine. Il se rend en effet deux fois en Chine, et est le pilote de la lettre qu'envoie Benoît XVI en 2007 aux catholiques chinois,.

### Nonce apostolique au Venezuela
Le 17 août 2009, Benoît XVI le nomme archevêque titulaire d'Aquipendium (de) et nonce apostolique au Venezuela (en). Il reçoit la consécration épiscopale des mains du souverain pontife le 12 septembre suivant, assisté des cardinaux Tarcisio Bertone et William Levada en même temps que les nonces Gabriele Caccia et Franco Coppola. Cette nomination intervient dans un contexte difficile étant donné la montée de tension entre l'État vénézuélien et l'Église du fait que le président Hugo Chávez tente de promouvoir la révolution socialiste dans le pays. Par la suite, Pietro Parolin conserve des liens avec les autorités vénézuéliennes.

### Secrétaire d'État

#### Retour au Vatican et premiers pas
Le 31 août 2013, la salle de presse du Saint-Siège annonce sa nomination par le pape François au poste de secrétaire d'État en remplacement du cardinal Tarcisio Bertone qui se retire à l'âge de soixante-dix-huit ans. Cette nomination prend effet le 15 octobre suivant, mais il est absent lors de la cérémonie de son installation et des remerciements au cardinal Tarcisio Bertone en raison d'une opération chirurgicale. Il devient ainsi à l'âge de 58 ans le plus jeune secrétaire d'État depuis 1929 quand le cardinal Eugenio Pacelli, futur pape Pie XII, fut nommé secrétaire d'État à l'âge de cinquante-huit ans.
Le 13 décembre 2013, il reçoit pour la première fois l'ensemble du corps diplomatique accrédité auprès du Saint-Siège pour une audience, au cours de laquelle il définit les priorités dans les relations bilatérales du Saint-Siège, priorités basées sur l'esprit de la première exhortation apostolique du pape François, Evangelii gaudium.
Le 16 décembre 2013, il est nommé par François membre de la Congrégation pour les évêques.

#### Création cardinalice
Le 12 janvier 2014, au moment de l'Angélus, le pape annonce son élévation prochaine au cardinalat, en même temps que celle de dix-huit autres prélats.
Rapidement, il s'exprime sur ce que doivent être pour lui les relations diplomatiques : elles doivent être vécues comme une diplomatie de l'amour. Dans une interview le 17 janvier 2014 pour le Centre de télévision du Vatican, il explique sa volonté commune avec le pape de transformer des relations de l'Église. Il estime nécessaires « un renouvellement, une conversion qui doivent concerner toutes les structures de l’Église, y compris la curie romaine et la diplomatie ecclésiastique, qui sont les deux domaines principaux dans laquelle se déroule l’activité du secrétaire d’État ». Il explique aussi que le rôle de la diplomatie du Vatican doit être centré sur l'Homme avec une attention pour les faibles et les pauvres. Il a aussi fixé deux autres points d'attention, pour l'hémisphère Sud et aussi pour l'Europe, avec pour celle-ci, une contribution du Saint-Siège à « la construction de la maison européenne ».
Le 24 janvier 2014, lors de la visite du président de la République française François Hollande au Saint-Siège, il a invité celui-ci à davantage « écouter et dialoguer avec les catholiques », qui s'estiment malmenés par divers projets ou décisions du gouvernement français. Il est nommé membre de la congrégation pour les Églises orientales le 19 février 2014.
Il est créé cardinal par le pape le 22 février 2014 comme annoncé, et reçoit la paroisse des Santi Simone e Giuda Taddeo a Torre Angela comme titre cardinalice. C'est lui qui s'adresse au pape au nom des autres nouveaux cardinaux lors du début de la cérémonie.
Le 22 mai 2014, il est confirmé comme cardinal membre de la Congrégation pour les évêques, ainsi que comme membre de la congrégation pour les Églises orientales et aussi de la congrégation pour l'évangélisation des peuples. Et le 28 mai 2014, il est nommé membre de la Congrégation pour la doctrine de la foi. Il est installé dans sa paroisse cardinalice le 11 octobre suivant.
Après sa participation à la troisième réunion du conseil des huit cardinaux, il est depuis le 1er juillet 2014 membre permanent du conseil, qui devient ainsi le Conseil des neuf cardinaux.

#### Activités sur la scène internationale et au Vatican
Le 14 juillet 2014, il participe à un « Colloque entre le Mexique et le Saint-Siège sur la mobilité et le développement » organisé par le ministre des affaires étrangères du Mexique, où il se voit décerner le ruban de l'ordre de l'Aigle aztèque, ce qui marque la longue relation que le cardinal a entretenue avec ce pays. Le cardinal Parolin a profité de ce moment pour souligner que la réforme migratoire établie en 2011 au Mexique était un point positif pour le droit du migrant,.
Le 9 septembre 2014, il est nommé par François « père synodal » pour la troisième assemblée générale extraordinaire du synode des évêques sur la famille se déroulant du 5 au 19 octobre, en qualité de cardinal secrétaire d'État.
Le 29 septembre 2014, il intervient devant l'Assemblée générale des Nations unies pour rappeler le problème de la répartition de la richesse et la situation des chrétiens d'Orient face à la montée du terrorisme.
En janvier 2015, le cardinal Parolin, en visite pour l'inauguration de la nouvelle aile du collège pontifical nord-américain, est questionné sur un hypothétique nouvel « âge d'or » de la diplomatie vaticane, illustré par la normalisation en cours des relations diplomatiques entre Cuba et les États-Unis. Le cardinal revient alors sur le fait que le président des États-Unis a déjà remercié le pape pour le soutien qu'il a donné lors de cette étape importante et souligne que « la diplomatie du Saint-Siège est toujours là, pour aider à construire des ponts ». Il souligne ensuite que la diplomatie vaticane s'est renforcée.
Le 17 janvier 2015, aux Philippines, dans la cathédrale de Palo (Leyte), le cardinal accompagne le pape François. Celui-ci demande alors à l'assistance d'entonner un Joyeux Anniversaire à l'intention du cardinal à l'occasion de ses 60 ans.
En février 2015, il appelle à une intervention en Libye pour contrer une éventuelle alliance entre le gouvernement du pays et l'État islamique. Il parle alors du chaos dans le pays après que l'EI a décapité vingt et un chrétiens coptes égyptiens, qualifiant l'assassinat de « terrifiant ». Il souligne aussi la nécessité d'une « réponse rapide » expliquant que « la situation est grave ». Le cardinal précise ensuite ses propos en affirmant que « toute intervention armée doit être menée dans le cadre du droit international » et « sous l'égide de l'Organisation des Nations unies »,,.
En août 2017, il rend visite au patriarche de l'Église orthodoxe russe, Cyrille, dans le cadre d'une détente des rapports entre le Vatican et le patriarcat de Moscou. Durant le même voyage, il rencontre également Vladimir Poutine à Sotchi
Il participe en juin 2018 à la réunion annuelle du groupe Bilderberg, il est le premier représentant du Saint-Siège à y participer depuis la création de cette réunion du groupe.

#### Ascension au rôle de cardinal-évêque
Le 26 juin 2018 par un rescrit au nom du pape François prenant effet lors du consistoire à venir deux jours plus tard , le cardinal Parolin ainsi que les cardinaux Leonardo Sandri, Marc Ouellet et Fernando Filoni sont élevés au rang de cardinaux-évêques sans diocèse suburbicaire.
Le 22 septembre 2018, l'aboutissement d'un premier accord entre le Saint-Siège et la république populaire de Chine qui ouvre la porte aux nominations d'évêques reconnus par les deux entités, entraîne de vives critiques à son encontre, notamment celles du cardinal Joseph Zen qui demande sa démission, l'accusant de « vendre l’Église catholique au gouvernement communiste ». Le pape François prend la défense du cardinal Parolin en expliquant qu'il avait son soutien dans l'affaire, le qualifiant d'« homme très dévoué », et soulignant que ce dernier avait « étudié tous les documents, à la virgule près ».
Le 10 mai 2020, le cardinal Pietro Parolin préside les célébrations à l'occasion du bicentenaire du diocèse de San Cristóbal de La Laguna (Espagne).
Il se rend en juillet 2021 dans l'archidiocèse de Strasbourg pour représenter le pape François à l'occasion du grand jubilé de sainte Odile, patronne de l'Alsace. Le 4 juillet, à l'occasion de la sainte messe à la cathédrale, il ordonne Gilles Reithinger, évêque auxiliaire du diocèse.
Il effectue une visite de travail au Luxembourg les 5 et 6 avril 2023. Il rencontre le président de la Chambre des députés Fernand Etgen et les principales autorités politiques,,,.
Durant l'invasion de l'Ukraine par la Russie, il se rend à Moscou puis à Kyiv pour y rencontrer des responsables politiques et tenter une médiation pour mettre fin au conflit. Le président ukrainien s'entretient avec lui et Matteo Zuppi lors des funérailles du pape François ; il est également en contact avec Pietro Parolin, qui organise la rencontre avec Donald Trump en marge des funérailles. Mi-mars 2025, ils évoquent au téléphone les échanges de prisonniers avec la Russie.
Il œuvre également pour le rapprochement du Saint-Siège et de l'administration Trump, organisant dès juillet 2024 la visite de Tulsi Gabbard et Mick Mulvaney au Vatican. 
Depuis le 18 novembre 2023, date du 80e anniversaire du cardinal Leonardo Sandri, c'est lui, en tant que plus ancien cardinal-évêque électeur, qui assure la fonction de doyen du Collège des cardinaux qui préside le conclave de 2025, puisque le titulaire, le cardinal Giovanni Battista Re, âgé de 91 ans à la mort du pape François survenue le 21 avril 2025, n'est plus électeur et ne participe pas au conclave. 
Souvent cité par les médias comme le favori du conclave parmi les papabile, les cardinaux lui préfèrent le cardinal américain Robert Francis Prevost, élu sous le nom de Léon XIV. Il est reconduit comme secrétaire d'État à titre temporaire ainsi que les autres responsables de dicastères à l'issue du conclave, le 9 mai, par le nouveau pape.

## Prise de position
Pour le cardinal Pietro Parolin, la légalisation du mariage homosexuel en Irlande est « une défaite pour l'humanité ».
Selon le Sonntagsblick, Pietro Parolin refuse l'accès aux archives de la nonciature en Suisse aux chercheuses de l'université de Zurich qui travaillent sur les abus dans l'Église.

## Succession apostolique
Pietro Parolin a ordonné les évêques suivants :
- Archevêque Aldo Giordano (2013)
- Archevêque Hubertus Matheus Maria van Megen (2014)
- Archevêque Marek Zalewski (2014)
- Archevêque Wojciech Załuski (2014)
- Archevêque Joël Mercier (2015)
- Archevêque Paolo Rocco Gualtieri (2015)
- Archevêque Piergiorgio Bertoldi (2015)
- Archevêque Alberto Ortega Martín (2015)
- Évêque Pierantonio Pavanello (it) (2016)
- Évêque Paul Tighe (en) (2016)
- Archevêque Gábor Pintér (2016)
- Archevêque Andrzej Józwowicz (2017)
- Archevêque Angelo Accattino (2017)
- Archevêque Dagoberto Campos Salas (2018)
- Évêque Marco Mellino (2018)
- Archevêque Christophe Zakhia El-Kassis (2019)
- Archevêque Gianfranco Gallone (2019)
- Archevêque Tymon Tytus Chmielecki (2019)
- Archevêque Luís Miguel Muñoz Cárdaba (en) (2020)
- Archevêque Ante Jozić (2020)
- Archevêque Giovanni Gaspari (2020)
- Archevêque Mark Miles (2021)
- Archevêque Fermín Sosa Rodríguez (es) (2021)
- Évêque Gilles Reithinger, M.E.P. (2021)
- Archevêque Visvaldas Kulbokas (2021)
- Archevêque Dieudonné Datonou (2021)
- Évêque Andrea Ripa (it) (2022)
- Archevêque Javier Herrera Corona (2022)
- Archevêque Jean-Sylvain Emien Mambé (2022)
- Archevêque Walter Erbì (en) (2022)
- Archevêque Tomasz Grysa (2022)
- Archevêque Luigi Roberto Cona (en) (2022)
- Évêque Giuliano Brugnotto (it) (2022)
- Archevêque Giuseppe Laterza (en) (2023)
- Archevêque Alejandro Arellano Cedillo (es), C.O.R.C. (2023)
- Cardinal Rolandas Makrickas (2023)
- Archevêque Diego Giovanni Ravelli (2023)
- Archevêque Gian Luca Perici (en) (2023)
- Archevêque Germano Penemote (en) (2023)
- Archevêque George Panamthundil (en) (2023)
- Archevêque Mauricio Rueda Beltz (2023)
- Archevêque Vincenzo Turturro (en) (2024)
- Archevêque Janusz Urbańczyk (en) (2024)
- Archevêque Mauro Lalli (en) (2024)
- Archevêque Séamus Patrick Horgan (en) (2024)
- Archevêque Kryspin Witold Dubiel (en) (2024)
- Archevêque Julien Kaboré (2024)
- Archevêque Rubén Darío Ruiz Mainardi (es) (2024)
- Évêque Fredrik Hansen (2025)
- Archevêque Maurizio Bravi (en) (2025)
- Archevêque Giancarlo Dellagiovanna (en) (2025)

## Distinctions

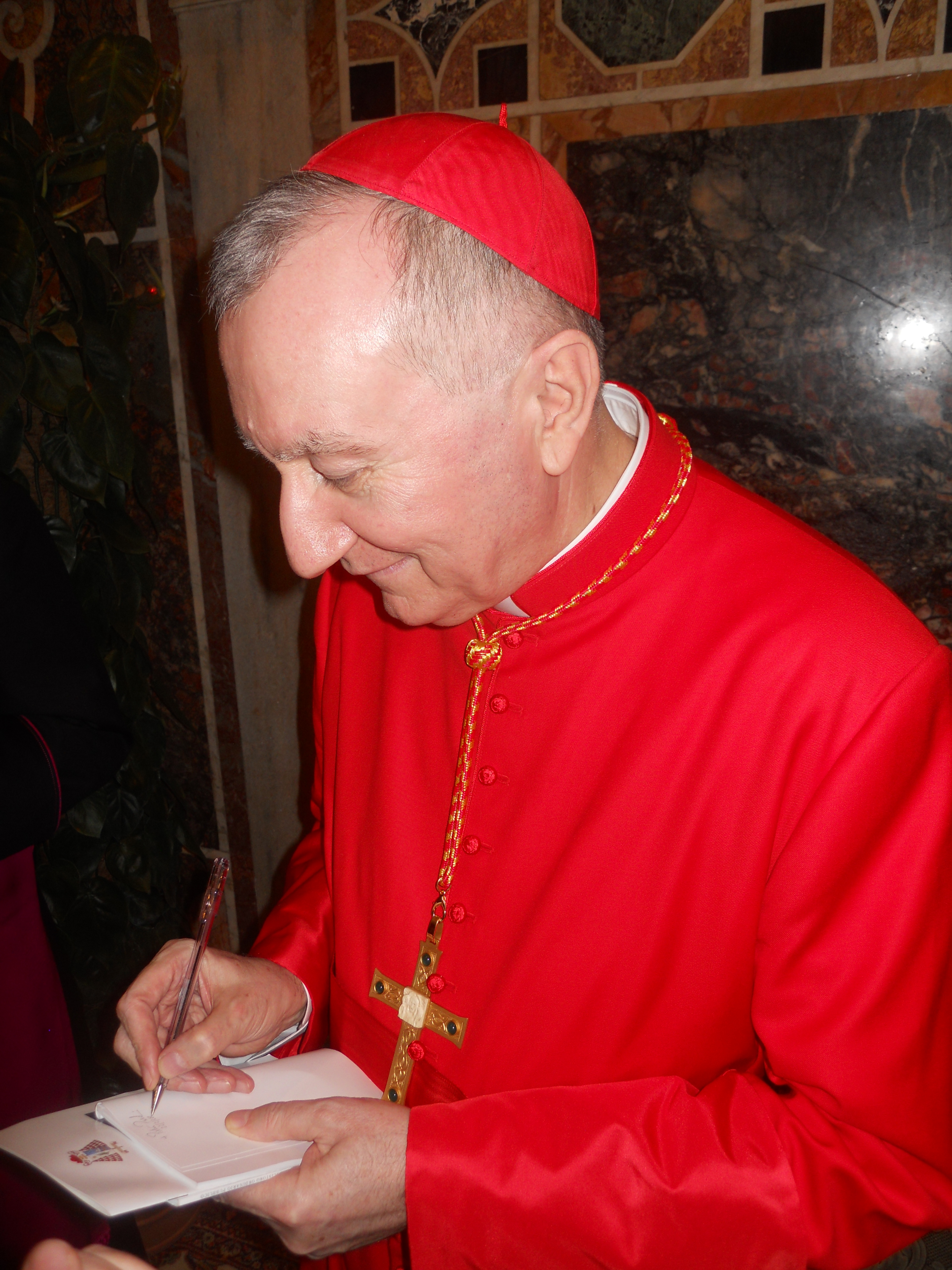
Pietro Parolin le jour de sa création comme cardinal, en 2014.

- Chevalier grand-croix de l'ordre du Mérite de la République italienne‎ (« À l'initiative du Président de la République » — 24 juin 2005[9])
- Grand-croix de l'ordre du mérite pour services distingués du Pérou (es) (5 février 2008[57])
- Croix de commandeur de l'ordre du Mérite de la République fédérale d'Allemagne — 2008[58]
- Commandeur avec étoile de l'ordre du Mérite (octobre 2009[59])
- Bande catégorie spéciale de l'ordre de l'Aigle aztèque — 14 juillet 2014[28]
- Collier de l'ordre de l'Étoile de Roumanie (par décret du 30 avril 2015 du président de la république de Roumanie[60])
  - Grade d'officier (2004 par le décret 686/2004 du président de la Roumanie[61])
- Première classe de l'ordre de Stara Planina (par le président de la Bulgarie Rossen Plevneliev le 21 mars 2016[62]).
- Commandeur de la Légion d'honneur (18 octobre 2021 par le premier ministre Jean Castex)[63],[64].
- Commandeur de l'ordre de l'Étoile équatoriale (19 décembre 2022 par le président de la république du Gabon Ali Bongo[65])
- Grand-croix de l'ordre de Manuel Amador Guerrero  (11 octobre 2023 par la ministre Janaina Tewaney[66]) de la République de Panama.
- Membre de l'Académie du royaume du Maroc[67].
- Citoyen d'honneur d'Acquapendente[68]